# Hippasa charamaensis
Hippasa charamaensis là một loài nhện trong họ Lycosidae.
Loài này thuộc chi Hippasa. Hippasa charamaensis được Pawan U. Gajbe miêu tả năm 2004.